# (13059) Ducuroir
(13059) Ducuroir ist ein Asteroid des Hauptgürtels, der am 18. Januar 1991 vom belgischen Astronomen Eric Walter Elst am Observatoire de Haute-Provence (IAU-Code 511) im Département Alpes-de-Haute-Provence in Frankreich entdeckt wurde.
Der Himmelskörper wurde am 13. April 2006 nach dem belgischen Amateurastronomen Marc Ducuroir (1932–2003) benannt, der von 1968 bis 1977 Sekretär der Société Royale Belge d’Astronomie war.